# Lo strano caso di Felice C.
Lo strano caso di Felice C. è una commedia teatrale del 1996 diretta e interpretata da Vincenzo Salemme. Nel 2005, lo stesso Salemme vi trarrà il soggetto del suo film Cose da pazzi, dove ricoprirà tra gli altri lo stesso ruolo in cui recitava nell'opera.

## Trama
Il funzionario della previdenza statale Giuseppe Cocuzza giunge a casa di un certo Felice C., avendo questi presentato richiesta per la pensione di invalidità civile. All'inizio incontra un anziano signore (il nonno paterno di Felice), che si muove su una sedia a rotelle e, chiamandosi anche lui Felice, Giuseppe crede che la richiesta riguardi l'anziano invalido.
Dopo una serie di esilaranti equivoci tra Giuseppe e l'anziano, compare il nipote (il vero Felice C. della richiesta). Cocuzza capisce che è costui che desidera avere il sussidio, ma rimane perplesso, perché è un uomo relativamente giovane e apparentemente in buona salute a chiedere la pensione di invalidità. Felice gli spiega che desidera avere la pensione a causa della caduta del comunismo, di cui era convinto seguace.
Cocuzza naturalmente non può accogliere la domanda, quindi Felice cerca di fargli capire il suo stato d'animo con una serie infinita di esempi, finché si fa prendere dalla rabbia a causa dell'indifferenza di Cocuzza e comincia ad urlare che, se non sarà accettata la sua domanda, sarà costretto a delinquere per vivere. Giuseppe scappa via spaventato.
Qualche anno dopo incominciano ad arrivare a casa di Giuseppe dei pacchetti contenenti 30 milioni di lire ogni fine mese. I pacchetti non hanno indicazioni del mittente, ma su ognuno di essi vi sono scritte frasi diverse contenenti sempre la parola ”Felice”.
Allora Giuseppe, insieme alla moglie Clelia e ai cognati Luigi e Livia, comincia a pensare a come nascondere i pacchetti al fisco, per evitare guai futuri e mantenere i soldi, mentre la moglie e il cognato vorrebbero spenderli il prima possibile.
In seguito si presenta a casa di Cocuzza il Felice C. di qualche anno prima, e gli confessa di essere lui il mittente dei pacchetti, essendo nel frattempo diventato un ricco malavitoso, come aveva promesso di fare quando Giuseppe si era rifiutato di accettare la sua domanda di pensione. Quindi prende a raccontare di come fosse diventato un potente spacciatore e di come avesse lasciato morire suo nonno in una casa di riposo. Rivela inoltre che i misteriosi pacchetti da trenta milioni rappresentavano la metà dei suoi guadagni, che sentiva di dovere a colui che, col suo rifiuto, gli aveva dato l'idea di entrare nella malavita.
Allora Giuseppe comincia a sentirsi in colpa per tutti i crimini commessi da Felice e vorrebbe rifiutare i soldi, ma interviene la moglie che vorrebbe invece tenerseli, quindi cominciano a nascere dei litigi.
Infine arriva il nonno di Felice vestito elegantemente, ed è a questo punto che Felice rivela a Giuseppe che ha voluto giocargli uno scherzo: lui non si è arricchito per esser diventato un malavitoso, ma per aver vinto al Totocalcio con una schedina dove il funzionario gli aveva dato dei pronostici nell'attesa del nipote e quindi i pacchetti erano la percentuale data dal nonno al funzionario per i pronostici rilevatesi poi vincenti, e ha voluto mettere in atto tutta la messinscena per dimostrare al Cocuzza come possono facilmente crollare certe convinzioni, proprio come era successo a lui anni prima con i suoi ideali politici.